# Molly Sims
Molly Sims (Murray, Kentucky, 25 de mayo de 1973) es una modelo y actriz de televisión estadounidense. Es reconocida por su papel como Delinda Deline en la serie de televisión Las Vegas.

## Biografía
Hija de Jim y Dottie Sims, nació en Murray, Kentucky. Acudió a la Universidad Vanderbilt durante dos años, pero la dejó en 1993 para dedicarse al mundo de la moda. En la universidad fue miembro de Delta Delta Delta.
Fue imagen de Old Navy, y ha aparecido también en varias portadas de Sports Illustrated y en el show de MTV "House of Style". También ha aparecido en la serie Las Vegas durante las 5 temporadas que ha estado en antena, como Delinda Deline. Fue pareja del actor de Sin rastro, Enrique Murciano, después de seis años de relación. En 2006 apareció en la película The Benchwarmers. Molly Sims es una ferviente seguidora del yoga, el cual practica muy a menudo.

## Filmografía
| Año       | Película               | Personaje                          | Notas                           |
| --------- | ---------------------- | ---------------------------------- | ------------------------------- |
| 2000      | House of Style         | Ella misma                         | TV                              |
| 2003      | The Twilight Zone      | Janet Tyler                        | Capítulo: "Eye of the Beholder" |
| 2004      | Starsky & Hutch        | Mrs. Feldman                       | Película                        |
| 2006      | The Benchwarmers       | Liz                                | Película                        |
| 2007      | Punk'd                 | Ella misma                         | 1 de mayo de 2007               |
| 2003–2008 | Las Vegas              | Delinda Deline                     | Serie de TV                     |
| 2003–2008 | Crossing Jordan        | Delinda Deline – Estrella invitada | Serie de TV                     |
| 2008      | Yes Man                | Stephanie                          | Película                        |
| 2008      | Jizz in My Pants       |                                    | Cortometraje de comedia         |
| 2009      | La Pantera Rosa 2      | Marguuerite                        | Película                        |
| 2009      | Fired Up               | Diora                              | Película                        |
| 2010      | Venus & Vegas          | Angie                              | Película                        |
| 2010      | The Rachel Zoe Project | Ella misma                         | Reality de TV                   |
| 2011      | Project Accessory      | Ella misma                         | Reality de TV                   |
| 2012      | Royal Pains            | Grace                              | Serie de TV                     |
| 2013      | The Carrie Diaries     | Vicki Donovan                      | Serie de TV                     |
| 2014      | Men at Work            | Kelly                              | Serie de TV                     |
| 2020      | La otra Missy          | Melissa                            |                                 |